# Ringwood (Oklahoma)
Ringwood es un pueblo ubicado en el condado de Major en el estado estadounidense de Oklahoma. En el año 2010 tenía una población de 	497 habitantes y una densidad poblacional de 216,09 personas por km².

## Geografía
Ringwood se encuentra ubicado en las coordenadas 36°22′48″N 98°14′38″O / 36.38000, -98.24389 (36.380017, -98.243927).

## Demografía
Según la Oficina del Censo en 2000 los ingresos medios por hogar en la localidad eran de $30,000 y los ingresos medios por familia eran $40,250. Los hombres tenían unos ingresos medios de $26,250 frente a los $18,750 para las mujeres. La renta per cápita para la localidad era de $15,809. Alrededor del 22.1% de la población estaban por debajo del umbral de pobreza.